# Petrophila gemmiferalis
Petrophila gemmiferalis là một loài bướm đêm trong họ Crambidae.